# ジョージ・ロドニー (第2代ロドニー男爵)
第2代ロドニー男爵ジョージ・ロドニー（英語: George Rodney, 2nd Baron Rodney、1753年12月25日 – 1802年1月2日）は、グレートブリテン王国の貴族、政治家。1780年から1784年まで庶民院議員を務めた。トーリー党所属。

## 生涯
ジョージ・ブリッジス・ロドニー（後の初代ロドニー男爵）と1人目の妻ジェーン（Jane、旧姓コンプトン（Compton）、1730年1月11日 – 1757年1月28日、チャールズ・コンプトン閣下の娘）の長男として、1753年12月25日にセント・ジョージ・ハノーヴァー・スクエアで生まれた。1766年から1767年までハーロー校で教育を受けた後、1773年にグランドツアーに出た。1773年にエンサインとして近衛歩兵第3連隊に入隊、1777年にlieutenant and captainに、1783年にcaptain and lieutenant colonelに昇進した。
1780年イギリス総選挙において、ノーサンプトン選挙区では母の弟スペンサーの息子にあたるコンプトン卿チャールズ・コンプトンが出馬する予定だったが、コンプトン卿が未成年だったため、代わりに親族にあたるジョージ・ロドニーが出馬した。ロドニーともう1人の候補者であるオールトラップ子爵ジョージ・スペンサーへの反対の声は全くなく、2人は無投票で当選した。
議会ではトーリー党に所属し、ノース内閣（1770年 – 1782年）を支持したほか、1783年2月にシェルバーン伯爵内閣のアメリカ独立戦争予備講和条約に賛成票を投じたが、同年11月にチャールズ・ジェームズ・フォックスの東インド法案にも賛成票を投じた。1784年には第1次小ピット内閣（1783年 – 1801年）を支持したとされる。1784年イギリス総選挙には出馬せず、議員を退任した。
1792年5月24日に父が死去すると、ロドニー男爵位を継承した。同年に軍務から引退した。
1802年1月2日にペンザンス近郊で死去、オールド・オルズフォードで埋葬された。息子ジョージが爵位を継承した。

## 家族
1781年4月10日、アン・ハーレー（Anne Harley、1759年5月13日 – 1840年4月14日、トマス・ハーレー閣下の娘）と結婚、9男1女をもうけた。
- ジョージ（1782年6月17日 – 1842年6月21日） - 第3代ロドニー男爵
- トマス・ジェームズ（1784年6月12日 – 1843年10月30日） - 第4代ロドニー男爵
- スペンサー（1785年4月30日 – 1846年5月15日） - 第5代ロドニー男爵
- ロバート（1786年5月14日 – 1826年7月20日） - 1819年7月20日、アン・デネット（Anne Dennett、1824年2月24日没、トマス・デネットの娘）と結婚、子供あり。第6代ロドニー男爵ロバート・デネット・ロドニーの父
- ジェームズ・バークリー（James Berkeley、1789年9月8日 – 1831年12月16日）
- ヘンリー（1790年9月30日 – 1878年12月）
- モーティマー（Mortimer、1791年12月13日 – 1856年3月30日） - 1815年4月27日、サラ・バートン・ウィシー（Sarah Burton Withy、1853年2月25日没、ロバート・ウィシーの娘）と結婚、子供あり
- アン・ジェーン（1793年 – 1833年4月25日） - 1824年1月22日、エドマンド・ポレックスフェン・バスタード（英語版）（1784年7月12日 – 1838年6月8日）と結婚、子供あり
- ウィリアム・ポウェル（William Powell、1794年7月1日 – 1878年8月27日） - 1824年10月26日、エリザベス・ブラウン（Elizabeth Browne、1804年 – 1888年3月10日、トマス・ブラウンの娘）と結婚、子供あり
- ジョン（1798年3月26日 – 1823年1月4日）